# Ekstraliga polska kobiet w hokeju na lodzie (2013/2014)
Rozgrywki polskiej ligi hokeja kobiet były rozegrane na przełomie 2013 i 2014 roku. Była to 8. edycja rozgrywek o mistrzostwo Polski w hokeju na lodzie kobiet.
W sezonie 2013/2014 stworzono dwie grupy w rozgrywkach. W pierwszej rywalizowało sześć najlepszych drużyn poprzedniej edycji, a w drugiej pozostałe oraz nowo przyjęte drużyny (łącznie cztery). Przed startem do rozgrywek nie przystąpiły zespoły UKH Białe Jastrzębie i MKS Jaskółki Toruń.
Tytułu mistrzowskiego sprzed roku broniła drużyna Polonia Bytom. Mistrzostwo Polski wywalczyła drużyna Unii Oświęcim, która w finale pokonała drużynę Polonii Bytom 2:1.

## Przed sezonem
W sezonie 2013/2014 drużyny rywalizowały w dwóch grupach. W grupie A grało osiem drużyn z miejsc 1-8 z poprzedniego sezonu, jednak po wycofaniu się dwóch zespołów grupa liczyła sześć drużyn. Kluby rozegrały trzy rundy spotkań, dwie na zasadzie mecz i rewanż, a w rundzie trzeciej mecze rozgrywane były na lodowisku drużyny zajmującej wyższe miejsce w ligowej tabeli. Spotkania rozgrywane były w soboty. W grupie B grały cztery drużyny, które w sezonie zasadniczym rozegrały cztery rundy spotkań. Mecze rozgrywano w terminach niekolidujących ze spotkaniami grupy A. W fazie play-off wystąpiły wszystkie drużyny z grupy A oraz dwie najlepsze z grupy B. MKHL Krynica, jako jedyny klub, poprowadził zespoły w obydwu ligach, jednak druga drużyna nie mogła uczestniczyć w rundzie play-off. W grupie A w meczu mogły występować zawodniczki od trzynastego roku życia, w grupie B – tylko w juniorskim MKHL dziewczęta od piątej klasy.

## Sezon zasadniczy

### Grupa A
Terminarz i wyniki
|  |  | 1. KOLEJKA |  |
|  |  | ---------- |  |

| 07.09.2013 | Naprzód Janów       | 0:4 (0:2, 0:1, 0:1)   | Stoczniowiec Gdańsk |
| 07.09.2013 | Polonia Bytom       | 23:2 (7:0, 6:2, 10:0) | MKHL Krynica        |
| 08.09.2013 | Unia Oświęcim       | 9:0 (2:0, 4:0, 3:0)   | Atomówki Tychy      |
|            |                     | 2. KOLEJKA            |                     |
| 14.09.2013 | Polonia Bytom       | 3:4 (1:1, 2:0, 0:3)   | Unia Oświęcim       |
| 14.09.2013 | Atomówki Tychy      | 6:8 (1:2, 2:3, 3:3)   | Naprzód Janów       |
| 14.09.2013 | Stoczniowiec Gdańsk | 9:4 (3:0, 2:0, 4:4)   | MKHL Krynica        |
|            |                     | 3. KOLEJKA            |                     |
| 21.09.2013 | Unia Oświęcim       | 11:2 (4:0, 0:0, 7:2)  | MKHL Krynica        |
| 21.09.2013 | Atomówki Tychy      | 5:4 (2:0, 2:2, 1:2)   | Naprzód Janów       |
| 24.11.2013 | Stoczniowiec Gdańsk | 5:1 (3:1, 1:0, 1:0)   | MKHL Krynica        |
|            |                     | 4. KOLEJKA            |                     |
| 22.09.2013 | Unia Oświęcim       | 4:3k (1:0, 1:2, 1:1)  | Naprzód Janów       |
| 22.09.2013 | Atomówki Tychy      | 5:1 (4:0, 0:0, 1:1)   | MKHL Krynica        |
| 01.12.2013 | Polonia Bytom       | 3:0 (0:0, 2:0, 1:0)   | Stoczniowiec Gdańsk |
|            |                     | 5. KOLEJKA            |                     |
| 28.09.2013 | Stoczniowiec Gdańsk | 1:5 (1:4, 0:1, 0:0)   | Unia Oświęcim       |
| 28.09.2013 | Naprzód Janów       | 6:1 (0:1, 3:0, 3:0)   | MKHL Krynica        |
| 28.09.2013 | Atomówki Tychy      | 4:6 (0:2, 3:4, 1:0)   | Polonia Bytom       |
|            |                     | 6. KOLEJKA            |                     |
| 05.10.2013 | MKHL Krynica        | 2:10 (0:2, 0:5, 2:3)  | Polonia Bytom       |
| 05.10.2013 | Atomówki Tychy      | 1:8 (0:1, 1:4, 0:3)   | Unia Oświęcim       |
| 15.12.2013 | Stoczniowiec Gdańsk | 3:5 (1:2, 2:1, 0:2)   | Naprzód Janów       |
|            |                     | 7. KOLEJKA            |                     |
| 06.10.2013 | Unia Oświęcim       | 4:9 (1:5, 1:2, 2:2)   | Polonia Bytom       |
| 20.10.2013 | Naprzód Janów       | 4:1 (0:0, 3:1, 1:0)   | Atomówki Tychy      |
| 22.12.2013 | MKHL Krynica        | 2:6 (0:2, 1:3, 1:1)   | Stoczniowiec Gdańsk |
|            |                     | 8. KOLEJKA            |                     |
| 12.10.2013 | Atomówki Tychy      | 6:4k (3:0, 1:2, 0:2)  | Stoczniowiec Gdańsk |
| 12.10.2013 | Polonia Bytom       | 10:0 (3:0, 1:0, 6:0)  | Naprzód Janów       |
| 12.10.2013 | MKHL Krynica        | 6:8 (1:2, 3:4, 2:2)   | Unia Oświęcim       |
|            |                     | 9. KOLEJKA            |                     |
| 26.10.2013 | MKHL Krynica        | 1:3 (0:1, 1:1, 0:1)   | Atomówki Tychy      |
| 26.10.2013 | Naprzód Janów       | 2:4 (2:0, 0:2, 0:2)   | Unia Oświęcim       |
| 12.01.2014 | Stoczniowiec Gdańsk | 2:4 (2:0, 0:2, 0:2)   | Polonia Bytom       |
|            |                     | 10. KOLEJKA           |                     |
| 09.11.2013 | Unia Oświęcim       | 3:4k (0:2, 2:0, 1:1)  | Stoczniowiec Gdańsk |
| 09.11.2013 | MKHL Krynica        | 3:4k (1:3, 0:0, 2:0)  | Naprzód Janów       |
| 09.11.2013 | Polonia Bytom       | 4:0 (1:0, 2:0, 1:0)   | Atomówki Tychy      |

|  |  | 11. KOLEJKA |  |
|  |  | ----------- |  |

| 08.09.2013 | Naprzód Janów       | 6:2 (1:1, 2:0, 3:1)  | Stoczniowiec Gdańsk |
| 16.11.2013 | Unia Oświęcim       | 6:1 (1:1, 2:0, 3:0)  | Atomówki Tychy      |
| 16.11.2013 | Polonia Bytom       | 12:0 (2:0, 5:0, 5:0) | MKHL Krynica        |
|            |                     | 12. KOLEJKA          |                     |
| 15.09.2013 | Stoczniowiec Gdańsk | 3:1 (1:0, 1:1, 1:0)  | MKHL Krynica        |
| 17.11.2013 | Atomówki Tychy      | 1:7 (0:1, 0:4, 1:2)  | Naprzód Janów       |
| 17.11.2013 | Polonia Bytom       | 10:6 (4:2, 3:1, 3:3) | Unia Oświęcim       |
|            |                     | 13. KOLEJKA          |                     |
| 23.11.2013 | Stoczniowiec Gdańsk | 3:0 (1:0, 2:0, 0:0)  | Atomówki Tychy      |
| 23.11.2013 | Unia Oświęcim       | 7:1 (4:0, 0:1, 3:0)  | MKHL Krynica        |
| 23.11.2013 | Polonia Bytom       | 7:1 (5:0, 1:0, 1:1)  | Naprzód Janów       |
|            |                     | 14. KOLEJKA          |                     |
| 30.11.2013 | Atomówki Tychy      | 5:2 (4:1, 0:0, 1:1)  | MKHL Krynica        |
| 30.11.2013 | Polonia Bytom       | 6:0 (1:0, 1:0, 4:0)  | Stoczniowiec Gdańsk |
| 30.11.2013 | Unia Oświęcim       | 6:2 (1:1, 1:1, 4:0)  | Naprzód Janów       |
|            |                     | 15. KOLEJKA          |                     |
| 29.09.2013 | Stoczniowiec Gdańsk | 3:5 (2:3, 1:0, 0:2)  | Unia Oświęcim       |
| 07.12.2013 | Naprzód Janów       | 10:3 (2:1, 4:1, 4:1) | MKHL Krynica        |
| 15.12.2013 | Atomówki Tychy      | 2:5 (1:0, 1:3, 0:2)  | Polonia Bytom       |
|            |                     | 16. KOLEJKA          |                     |
| 14.12.2013 | MKHL Krynica        | 2:8 (2:4, 0:2, 0:2)  | Polonia Bytom       |
| 14.12.2013 | Atomówki Tychy      | 5:4d (1:1, 1:1, 2:2) | Unia Oświęcim       |
| 14.12.2013 | Stoczniowiec Gdańsk | 4:3 (1:1, 1:0, 2:2)  | Naprzód Janów       |
|            |                     | 17. KOLEJKA          |                     |
| 08.12.2013 | Naprzód Janów       | 9:5 (2:2, 4:1, 3:2)  | Atomówki Tychy      |
| 21.12.2013 | MKHL Krynica        | 0:2 (0:0, 0:2, 0:0)  | Stoczniowiec Gdańsk |
| 21.12.2013 | Unia Oświęcim       | 5:6 (2:1, 2:3, 1:2)  | Polonia Bytom       |
|            |                     | 18. KOLEJKA          |                     |
| 13.10.2013 | Atomówki Tychy      | 2:7 (1:2, 1:4, 0:1)  | Stoczniowiec Gdańsk |
| 04.01.2014 | Naprzód Janów       | 2:10 (0:2, 0:3, 2:5) | Polonia Bytom       |
| 04.01.2014 | MKHL Krynica        | 6:3 (0:0, 3:2, 3:1)  | Unia Oświęcim       |
|            |                     | 19. KOLEJKA          |                     |
| 11.01.2014 | MKHL Krynica        | 2:1 (1:1, 0:0, 1:0)  | Atomówki Tychy      |
| 11.01.2014 | Naprzód Janów       | 2:5 (1:1, 1:3, 0:1)  | Unia Oświęcim       |
| 11.01.2014 | Stoczniowiec Gdańsk | 4:5d (1:1, 1:2, 2:1) | Polonia Bytom       |
|            |                     | 20. KOLEJKA          |                     |
| 10.11.2013 | Unia Oświęcim       | 3:7 (2:3, 1:1, 0:3)  | Stoczniowiec Gdańsk |
| 05.01.2014 | Polonia Bytom       | 10:1 (5:0, 2:0, 3:1) | Atomówki Tychy      |
| 05.01.2014 | MKHL Krynica        | 1:6 (1:2, 0:3, 0:1)  | Naprzód Janów       |

Tabela sezonu zasadniczego
Klasyfikacja końcowa.
| Lp. | Zespół              | M  | Pkt | Z  | WpD | PpD | P  | G+ | G- | +/- |
| --- | ------------------- | -- | --- | -- | --- | --- | -- | -- | -- | --- |
| 1   | Unia Oświęcim       | 20 | 52  | 16 | 2   | 0   | 2  | 59 | 28 | +31 |
| 2   | Polonia Bytom       | 20 | 41  | 12 | 2   | 1   | 5  | 65 | 22 | +43 |
| 3   | Stoczniowiec Gdańsk | 20 | 34  | 10 | 0   | 4   | 6  | 33 | 29 | +4  |
| 4   | Naprzód Janów       | 20 | 33  | 10 | 1   | 1   | 8  | 28 | 31 | -3  |
| 5   | Atomówki GKS Tychy  | 20 | 13  | 3  | 2   | 0   | 15 | 24 | 43 | -19 |
| 6   | MKHL Krynica        | 20 | 7   | 2  | 0   | 1   | 17 | 19 | 75 | -56 |

Legenda:       = Zwycięzca sezonu zasadniczego i awans do fazy play-off      = Awans do fazy play-off

### Grupa B
Tabela sezonu zasadniczego
Klasyfikacja końcowa.
| Lp. | Zespół                   | M  | Pkt | Z  | WpD | PpD | P  | G+  | G-  | +/-  |
| --- | ------------------------ | -- | --- | -- | --- | --- | -- | --- | --- | ---- |
| 1   | MKHL II Krynica          | 12 | 30  | 10 | 0   | 0   | 2  | 107 | 26  | +81  |
| 2   | Cracovia                 | 12 | 28  | 9  | 0   | 1   | 2  | 71  | 26  | +45  |
| 3   | MMKS Podhale Nowy Targ   | 11 | 11  | 3  | 1   | 0   | 7  | 45  | 61  | -16  |
| 4   | Ciarko PBS Bank KH Sanok | 11 | 0   | 0  | 0   | 0   | 11 | 13  | 123 | -110 |

Legenda:       = Awans do fazy play-off

## Faza play-off
Faza play-off w rozgrywkach Polskiej Ligi Hokeja Kobiet w sezonie 2013/2014 składała się z trzech rund. Uczestniczyły w niej wszystkie drużyn z grupy A oraz dwie najlepsze drużyny grupy B (nie licząc drużyny rezerw Krynicy). Drużyna, która zajęła wyższe miejsce w sezonie zasadniczym w nagrodę zostaje gospodarzem ewentualnego trzeciego meczu. Z tym, że zwycięzca sezonu zasadniczego (w tym wypadku Unia Oświęcim) zawsze jest gospodarzem trzeciego meczu.

### Ćwierćfinały
- TMH Polonia Bytom - MMKS Podhale Nowy Targ 2:0 (21:1, 24:0)
- UKHK Unia Oświęcim - KS Cracovia 1906 2:0 (17:1, 23:0)
- GKS Stoczniowiec Gdańsk - MKHL Krynica - Zdrój 2:0 (5:1, 8:2)
- MUKS Naprzód Janów - Atomówki GKS Tychy 2:0 (6:2, 7:1)

### Półfinały
- Naprzód Janów - TMH Polonia Bytom 0:2 (1:9, 3:6)
- GKS Stoczniowiec Gdańsk - UKHK Unia Oświęcim 0:2 (1:3, 1:3)

### O brązowy medal
- Naprzód Janów - Stoczniowiec Gdańsk 2:1 (4:3, 1:3, 4:3)

### Finał
- UKHK Unia Oświęcim - TMH Polonia Bytom 2:1 (4:1, 6:7 pd., 6:3)